# Scottish Football Association
Scottish Football Association (gael. Comann Ball-coise na h-Alba), zwany krócej SFA lub The Scottish FA jest ogólnokrajowym związkiem piłkarskim, działającym na terenie Szkocji, posiadający osobowość prawną i będący jedynym prawnym reprezentantem szkockiej piłki nożnej, zarówno mężczyzn i kobiet we wszystkich kategoriach wiekowych, w kraju i za granicą.
Szkocki Związek Piłki Nożnej został utworzony w 1873 r., co czyni go drugim najstarszym na świecie. Jest także członkiem FIFA i UEFA. Siedziba SFA mieści się na Hampden Park w Glasgow. W tym samym miejscu znajduje się Szkockie Muzeum Sportu.

## Narodowe Reprezentacje
SFA jest odpowiedzialny za dorosłą Reprezentację A i Reprezentację B oraz za drużyny U-21, U-19, U-18 i U-17. Pod skrzydłami SFA działają reprezentacje kobiece – dorosła i juniorska, U-19.

## Regiony SFA
- Scottish FA West Region
- Scottish FA South West Region
- Scottish FA North Region
- Scottish FA South East Region
- Scottish FA Central Region
- Scottish FA East Region

## Zrzeszone związki

### Krajowe
- Scottish Amateur Football Association
- Scottish Junior Football Association
- Scottish Schools Football Association
- Scottish Youth Football Association
- Scottish Welfare Football Association
- Scottish Women’s Football Association

### Lokalne
- Aberdeenshire and District Football Association
- East of Scotland Football Association
- Fife Football Association
- Forfarshire Football Association
- Glasgow Football Association
- North of Scotland Football Association
- Southern Counties Football Association
- Stirlingshire Football Association
- West of Scotland Football Association

## Klubowe rozgrywki
Scottish Football Association jest organizatorem odbywających się co rok – Pucharu Szkocji i Scottish Youth Cup (rozgrywki pucharowe dla drużyn U-19). Mimo iż SFA nie organizuje rozgrywek ligowych – Scottish Premier League i Scottish Football League, to na mecze w ramach tych rozgrywek powołuje sędziów.